# Tommy Mottola
Thomas Daniel Mottola, ismertebb néven Tommy Mottola (New York, 1949. július 14. –) olasz származású amerikai üzletember, zenei producer.
Jelenleg a Casablanca Records társtulajdonosa, amely az Universal Music Group tagja. Csaknem 15 éven keresztül a Sony Music zenei kiadó igazgatója volt, illetve a Columbia Records nagyobb részvényese.
Emellett tehetségkutató és -gondozó munkájáról is ismert volt, növendékei között szerepelt többek között a Hall & Oates, Carly Simon, John Mellencamp, Diana Ross, Taylor Dayne az 1970-es és az 1980-as években, valamint Mariah Carey (egyben volt felesége) az 1990-es években.
2000 decembere óta felesége Thalía mexikói énekes-színésznő; első közös gyermekük, Sabrina Sakaë Mottola Sodi 2007. október 7-én született.

## Fordítás
- Ez a szócikk részben vagy egészben a Tommy Mottola című olasz Wikipédia-szócikk fordításán alapul.  Az eredeti cikk szerkesztőit annak laptörténete sorolja fel. Ez a jelzés csupán a megfogalmazás eredetét és a szerzői jogokat jelzi, nem szolgál a cikkben szereplő információk forrásmegjelöléseként.